# Бурмистров, Константин Иванович
Константин Иванович Бурмистров (1915—1996) — советский военнослужащий. В Рабоче-крестьянской Красной армии и Советской Армии служил в 1937—1940 и 1941—1946 годах. Воинская специальность — стрелок. Участник Советско-финской и Великой Отечественной войн. Полный кавалер ордена Славы. Воинское звание — гвардии старшина.

## Биография

### До Великой Отечественной войны
Константин Иванович Бурмистров родился 18 июня (5 июня — по старому стилю) 1915 года в деревне Сунгулово Сергачского уезда Нижегородской губернии Российской империи (ныне деревня Гагинского района Нижегородской области России) в крестьянской семье. Русский. В 1928 году окончил 4 класса начальной школы в соседнем селе Зверево. Трудовую деятельность начал пастухом в колхозе «Ленинский путь». В 1937—1940 годах проходил срочную службу в Рабоче-крестьянской Красной армии. Участвовал в боях на Карельском перешейке во время Советско-финской войны. После демобилизации жил в городе Дзержинске Горьковской области, трудился на одном из военных заводов.

### На фронтах Великой Отечественной войны
Вновь в Красную армию К. И. Бурмистров был призван в августе 1941 года. С сентября 1941 года проходил воинскую службу в составе 2-го воздушно-десантного корпуса, который 17 мая 1942 года был переформирован в 32-ю гвардейскую стрелковую дивизию. В боях с немецко-фашистскими захватчиками стрелок 82-го гвардейского стрелкового полка гвардии красноармеец К. И. Бурмистров с сентября 1942 года на Закавказском фронте. Участвовал в Туапсинской оборонительной и Краснодарской наступательной операциях Битвы за Кавказ. В боях на оборонительной линии немцев «Готенкопф» Константин Иванович был ранен, но к ноябрю 1943 года вернулся в строй. Особенно отличился при освобождении Крыма.

### Орден Славы III степени
В начале ноября 1943 года 82-й гвардейский стрелковый полк гвардии подполковника В. И. Ройзмана был переправлен на Керченский полуостров, где до весны 1944 года вёл напряжённые бои за расширение плацдарма, захваченного советскими десантниками в ходе Керченско-Эльтигенской десантной операции северо-восточнее Керчи, в ходе которых гвардии красноармеец К. И. Бурмистров неоднократно «отличался смелостью и отвагой». В середине марта 1944 года перед полком была поставлена задача выбить противника с двух безымянных высот, являвшихся ключевыми узлами немецкой обороны. В ходе штурма вражеских позиций, начавшегося 17 марта, Константин Иванович первым поднялся в атаку и первым ворвался в траншеи неприятеля. В ожесточённой схватке гранатами и огнём из автомата он уничтожил не менее десяти вражеских солдат. Будучи ранен, не покинул поля боя до окончания штурма и отправился в госпиталь только по приказу командира. За доблесть и мужество, проявленные в бою, приказом от 31 марта 1944 года гвардии красноармеец К. И. Бурмистров был награждён орденом Славы 3-й степени (№ 29816).

### Орден Славы II степени
К началу общего наступления советских войск в Крыму за отличие в боях на Керченском полуострове К. И. Бурмистров получил сержантское звание и был назначен на должность связного командира 1-го стрелкового батальона. 8 апреля 1944 года Красная армия начала Крымскую операцию, в ходе которой Крымский полуостров был полностью освобождён от немецко-фашистских захватчиков. Войска Отдельной Приморской армии перешли в наступление с керченского плацдарма поздним вечером 10 апреля и к вечеру 12 апреля прорвали немецкую оборону на всю глубину. Преодолев Акмонайский перешеек, 11-й гвардейский стрелковый корпус генерал-майора С. Е. Рождественского, в состав которого входила 32-я гвардейская стрелковая дивизия, вырвался на просторы крымских степей, и преследуя отступающего противника, 16 апреля передовыми частями вышел на ближние подступы к городу Севастополю. Предстоял штурм севастопольского укреплённого района, который немецкое командование планировало защищать до последнего солдата. Новый командующий 17-й армией вермахта генерал-полковник Карл Альмендингер в приказе войскам от 3 мая писал:

Я получил приказ защищать каждую пядь Севастопольского плацдарма. Его значение вы понимаете. Ни одно имя в России не произносится с большим благоговением, чем Севастополь… Я требую, чтобы все оборонялись в полном смысле этого слова, чтобы никто не отходил, удерживал бы каждую траншею, каждую воронку, каждый окоп. В случае прорыва танков противника пехота должна оставаться на своих позициях и уничтожать танки как на переднем крае, так и в глубине обороны мощным противотанковым оружием. Если сильный огонь противника разрушит наши оборонительные сооружения, необходимо оставаться на месте и защищать остатки этих сооружений, воронки. Если противнику удастся где-либо вклиниться в нашу оборону, необходимо немедленно контратаковать и отбросить противника, не ожидая на это особого приказа. Плацдарм на всю глубину сильно оборудован в инженерном отношении, и противник, где бы он ни появился, запутается в сети наших оборонительных сооружений. Но никому из нас не должна даже и в голову прийти мысль об отходе на эти позиции, расположенные в глубине… Германия ожидает, что мы выполним свой долг— Грылев А. Н.  Днепр-Карпаты-Крым. Освобождение Правобережной Украины и Крыма в 1944 году. Стр. 244
5 мая 1944 года войска 4-го Украинского фронта и Отдельной Приморской армии начали штурм вражеских укреплений. 86-й гвардейский стрелковый полк под командованием гвардии подполковника П. С. Калинина наступал на юго-западную окраину города. В боях 5-6 мая за высоту Безымянная к западу от Балаклавы гвардии сержант К. И. Бурмистров, проявляя исключительную смелость и отвагу, под шквальным огнём противника доставлял приказы командира батальона в стрелковые роты. Лично принимал участие в решающем штурме высоты. 7 мая при взятии ключевого узла обороны противника — Сапун-Горы, имея возможность находиться при штабе батальона, по собственной инициативе пошёл в атаку и одним из первых ворвался во вражеские траншеи. Всего за период с 5 по 9 мая во время штурма высот Безымянная и Сапун-Гора, а также в уличных боях в городе Севастополе Константин Иванович лично истребил более 20 солдат неприятеля.
Утром 12 мая 1944 года 32-я гвардейская стрелковая дивизия была брошена на прорыв последнего оборонительного рубежа немцев на мысе Херсонес. Гвардии сержант К. И. Бурмистров первым ворвался в боевые порядки неприятеля, и беспощадно истребляя врага огнём из автомата и гранатами, уничтожил 12 вражеских солдат. Враг был полностью деморализован и к полудню капитулировал. Константин Иванович лично привёл в штаб полка 50 пленных немцев. За отличие в боях при освобождении города Севастополя приказом от 9 июля 1944 года он был награждён орденом Славы 2-й степени (№ 3897).

### Орден Славы I степени
После разгрома немецко-фашистских войск в Крыму 32-я гвардейская стрелковая дивизия в составе 2-й гвардейской армии была выведена в резерв Ставки Верховного Главнокомандования, где находилась до начала июля 1944 года. К моменту возвращения в действующую армию К. И. Бурмистров получил воинское звание гвардии старшины. 8 июля дивизия прибыла на 1-й Прибалтийский фронт и включилась в Шяуляйскую операцию, осуществляемую в рамках стратегического плана «Багратион». В ходе наступления 82-го гвардейского стрелкового полка на паневежиском направлении Константин Иванович неоднократно доставлял приказы командира 1-го стрелкового батальона в самую гущу сражения. 24 июля во время боя у населённого пункта Трускава (Truskava) к юго-западу от города Рамигала при возвращении из стрелковой роты он был серьёзно ранен, но наотрез отказался от эвакуации в госпиталь и остался в полковом лазарете. Когда 28 июля противник крупными силами перешёл в контратаку, К. И. Бурмистров, несмотря на ранение, вернулся в расположение полка и принимал участие в отражении вражеского натиска, при этом лично уничтожил 12 вражеских солдат. В ходе боя группе немецких автоматчиков удалось выйти во фланг 1-го стрелкового батальона. Под прикрытием огня станкового пулемёта они стали обходить советские позиции, создав угрозу окружения полка. Быстро оценив обстановку, гвардии старшина Бурмистров стремительным броском выдвинулся к огневой точке врага и уничтожил её гранатой, чем дал возможность своим боевым товарищам подняться в атаку и отбросить немцев на исходные позиции. За доблесть и мужество, проявленные в бою, командир полка гвардии подполковник Г. Ф. Носаченко представил К. И. Бурмистрова к ордену Славы 1-й степени. Высокая награда за номером 2633 была присвоена Константину Ивановичу указом Президиума Верховного Совета СССР от 24 марта 1945 года.

### После войны
После окончания Великой Отечественной войны гвардии старшина К. И. Бурмистров оставался на военной службе до декабря 1946 года. Демобилизовавшись, он вернулся в родную деревню. До выхода на заслуженный отдых в 1975 году работал в колхозе. С 1993 года проживал в городе Новочебоксарске Чувашской Республики. Умер Константин Иванович 10 сентября 1996 года. Похоронен на малой родине на кладбище, общем для села Зверево и деревни Сунгулово. Его могила включена в реестр памятников истории и культуры Гагинского района Нижегородской области.

## Награды
- Орден Отечественной войны 1-й степени (11.03.1985)[15];
- орден Славы 1-й степени (24.03.1945)[8];
- орден Славы 2-й степени (09.07.1944)[10];
- орден Славы 3-й степени (31.03.1944)[9];
- медали, в том числе:
  - медаль «В ознаменование 100-летия со дня рождения Владимира Ильича Ленина»;
  - медаль «За оборону Кавказа»;
  - медаль «За победу над Германией в Великой Отечественной войне 1941—1945 гг.»;
  - юбилейная медаль «Двадцать лет Победы в Великой Отечественной войне 1941—1945 гг.»;
  - юбилейная медаль «Тридцать лет Победы в Великой Отечественной войне 1941—1945 гг.»;
  - юбилейная медаль «Сорок лет Победы в Великой Отечественной войне 1941—1945 гг.»;
  - юбилейная медаль «50 лет Вооружённых Сил СССР».

## Документы
- Общедоступный электронный банк документов «Подвиг Народа в Великой Отечественной войне 1941—1945 гг.» Архивировано из оригинала 13 марта 2012 года. Номера в базе данных:

Орден Отечественной войны 1-й степени (архивный реквизит 1518850593).
Орден Славы 1-й степени (архивный реквизит 46570646).
Указ Президиума Верховного Совета СССР от 24 марта 1945 года (архивный реквизит 46801372).
Список награждённых указом Верховного Совета СССР от 24 марта 1945 года (архивный реквизит 46801765).
Орден Славы 2-й степени (архивный реквизит 34923753).
Орден Славы 3-й степени (архивный реквизит 21276065).